# Ken Armstrong
Pour les articles homonymes, voir Armstrong.
Ken Armstrong est un footballeur puis entraîneur anglais naturalisé néo-zélandais, né le 3 juin 1924 à Bradford en Angleterre et mort le 13 juin 1984. Il évolua au poste de milieu de terrain à Chelsea, en équipe d'Angleterre et en équipe de Nouvelle-Zélande.
Armstrong n'a marqué aucun but lors de son unique sélection avec l'équipe d'Angleterre en 1955 et a marqué trois buts lors de ses neuf sélections avec l'équipe de Nouvelle-Zélande entre 1958 et 1962.
Ses fils Mark et Ron ont également été internationaux néo-zélandais.

## Carrière de joueur
- 1946-1957 : Chelsea

## Palmarès

### Comme joueur
- Vainqueur du Championnat d'Angleterre en 1955 avec Chelsea FC.
- Vainqueur du Charity Shield en 1955 avec Chelsea FC.
- Vainqueur de la Coupe de Nouvelle-Zélande en 1960, 1961 et 1963 avec North Shore United et en 1965 avec Eastern Suburbs.

- 1 sélections et 0 but avec l'équipe d'Angleterre en 1955.
- 9 sélections et 3 buts avec l'équipe de Nouvelle-Zélande entre 1958 et 1962.

### Comme entraîneur
- Champion de Nouvelle-Zélande en 1972 et 1974.
- Vainqueur de la Coupe de Nouvelle-Zélande en 1973.
- Vainqueur de la Coupe Air NZ en 1974 et 1975.

## Carrière d'entraîneur
- 1958-1964 :  Nouvelle-Zélande
- 1970-1976 : Mount Wellington[1].